# هجوم ستوكهولم 2017
في 7 أبريل 2017، وقع هجوم إرهابي في حوالي الساعة 14:50 بالتوقيت المحلي (12:50 بالتوقيت العالمي المنسق)، وفقا لما ذكره جهاز الأمن السويدي، قام رجل بتحطيم شاحنة تسليم البيرة المختطفة من خلال الحشود على طول شارع دروتنينغاتان للمشاة بستوكهولم عاصمة السويد. تحطم الجزء الأمامي من متجر أهلنس جراء الاعتداء، كما قُتل أربعة أشخاص وأصيب ما لا يقل عن 15 شخص من المشاة، تسعة منهم في حالة خطرة.
تعاملت الشرطة السويدية مع الهجوم باعتباره عملاً إرهابياً. تم اعتقال شخص يسمى رحمة عقيلوف، يبلغ من العمر 39 عاماً من أوزبكستان في نفس يوم الاعتداء، يشتبه في أنه تسبب في ارتكاب جرائم إرهابية نتج عنها العديد من حالات القتل، وتم القبض على شخص آخر بعد يومين من الاعتداء. ذكرت الشرطة السويدية أن عقيلوف أعرب عن تأييده لتنظيم الدولة الإسلامية.

## ردود الأفعال

### الدولية
إيران: ندّد المتحدث باسم الخارجية الإيرانية بهرام قاسمي بالهجوم الإرهابي، معربا عن تعاطفه مع أسر ضحايا هذه الجريمة الإرهابية. وأكد أن «اجتثاث جذور شجرة الإرهاب الخبيثة لا يمكن إلا من خلال التحلي بالإرادة الراسخة و التصدي الجاد له و الإجماع العالمي لمكافحته».